# 酒に関する日本の法律
酒に関する日本の法律（さけにかんする にほん/にっぽん のほうりつ）では、日本の法域で施行されている酒・エタノールなどに関する法律について述べる。
世界的な総論については「酒#法律」を参照。

## 主な法律
- 酒税法
- 二十歳未満ノ者ノ飲酒ノ禁止ニ関スル法律
- 酒に酔つて公衆に迷惑をかける行為の防止等に関する法律
- 道路交通法
- 刑法
- アルコール事業法
- 医薬品、医療機器等の品質、有効性及び安全性の確保等に関する法律
- アルコール健康障害対策基本法
- 酒税の保全及び酒類業組合等に関する法律 - 酒類の種類等の表示、未成年者の飲酒防止に関する表示。

## 内容
| 酒税法 :1953(S28).2.28～ ※抜粋                                              | 第二条 この法律において「酒類」とは、アルコール分一度以上の飲料（薄めてアルコール分一度以上の飲料とすることができるもの（アルコール分が九十度以上のアルコールのうち、第七条第一項の規定による酒類の製造免許を受けた者が酒類の原料としてその免許を受けた製造場において製造するもの以外のものを除く。）又は溶解してアルコール分一度以上の飲料とすることができる粉末状のものを含む。）をいう。 2 酒類は、清酒、合成清酒、しようちゆう、みりん、ビール、果実酒類、ウイスキー類、スピリッツ類、リキユール類及び雑酒の十種類に分類する。 | 第二条 この法律において「酒類」とは、アルコール分一度以上の飲料（薄めてアルコール分一度以上の飲料とすることができるもの（アルコール分が九十度以上のアルコールのうち、第七条第一項の規定による酒類の製造免許を受けた者が酒類の原料としてその免許を受けた製造場において製造するもの以外のものを除く。）又は溶解してアルコール分一度以上の飲料とすることができる粉末状のものを含む。）をいう。 2 酒類は、清酒、合成清酒、しようちゆう、みりん、ビール、果実酒類、ウイスキー類、スピリッツ類、リキユール類及び雑酒の十種類に分類する。 |
| 酒税法 :1953(S28).2.28～ ※抜粋                                              | 第三条 一 「アルコール分」とは、温度十五度の時において原容量百分中に含有するエチルアルコールの容量をいう。 二 「エキス分」の定義 三 「清酒」の定義 四 「合成清酒」の定義 五 「しようちゆう」の定義 六 「みりん」の定義 七 「ビール」の定義 八 「果実酒類」の定義 九 「ウイスキー類」の定義 十 「スピリッツ類」の定義 十一 「リキュール類」の定義 十二 「雑酒」の定義 十三 「酒母」の定義 十四 「もろみ」の定義 十五 「こうじ」の定義 第四条 （品目等） \| 種類 \| 品目 \| 定義 \| \| しようちゆう \| しようちゆう甲類 \| 蒸留の方法が連続式蒸留機によるしようちゆう \| \| しようちゆう \| しようちゆう乙類 \| しようちゆう甲類以外のしようちゆう \| \| 果実酒類 \| 果実酒 \| 前条第八号イからニまでに掲げる果実酒類（同号ロからニまでに掲げる酒類については、アルコール分が十五度以上のものその他政令で定めるものを除く。） \| \| 果実酒類 \| 甘味果実酒 \| 果実酒以外の果実酒類 \| \| ウイスキー類 \| ウイスキー \| 前条第九号イからハまでに掲げるウイスキー類 \| \| ウイスキー類 \| ブランデー \| ウイスキー以外のウイスキー類 \| \| スピリッツ類 \| スピリッツ \| 原料用アルコール以外のスピリッツ類 \| \| スピリッツ類 \| 原料用アルコール \| 前条第五号の規定（アルコール分に関する規定を除く。）に該当する酒類（水以外の物品を加えたものを除く。）でアルコール分が四十五度をこえるスピリッツ類 \| \| 雑酒 \| 発泡酒 \| 麦芽又は麦を原料の一部とした酒類で発泡性を有する雑酒 \| \| 雑酒 \| 粉末酒 \| 溶解してアルコール分一度以上の飲料とすることができる粉末状のもの \| \| 雑酒 \| その他の雑酒 \| 発泡酒及び粉末酒以外の雑酒 \| | |
| 酒税法 :1953(S28).2.28～ ※抜粋                                              | 第六条 酒類の製造者は、その製造場から移出した酒類につき、酒税を納める義務がある。 | |
| 酒税法 :1953(S28).2.28～ ※抜粋                                              | 第七条 酒類を製造しようとする者は、政令で定める手続により、製造しようとする酒類の種類別（品目のある種類の酒類については、品目別）に、製造場ごとに、その製造場の所在地の所轄税務署長の免許を受けなければならない。 | |
| 酒税法 :1953(S28).2.28～ ※抜粋                                              | 第九条 酒類の販売業又は販売の代理業若しくは媒介業（以下「販売業」と総称する。）をしようとする者は、政令で定める手続により、販売場（継続して販売業をする場所をいう。以下同じ。）ごとにその販売場の所在地（販売場を設けない場合には、住所地）の所轄税務署長の免許を受けなければならない。 | |
| 二十歳未満ノ者ノ飲酒ノ禁止ニ関スル法律 :1922(T11).3.30～ ※抜粋              | 第一条 二十歳未満ノ者ハ酒類ヲ飲用スコトヲ得ズ 2 未成年者ニ対シテ親権ヲ行フ者若スクハ親権者ニ代リテ之ヲ監督スル者ガ未成年者ノ飲酒ヲ知リタルトキハ之ヲ制止スベシ。 3 営業者ニシテ其ノ業態上酒類を販売又ハ供与スル者ハ二十歳未満ノ者ノ飲用ニ供スルヒトヲ知リテ酒類ヲ販売又ハ供与スルコトヲ得ズ。 4 営業者ニシテ其ノ業態上酒類ヲ販売又ハ供与スル者ハ二十歳未満ノ者ノ飲用ノ防止ニ資スル為年齢ノ確認ソノ他ノ必要ナル措置ヲ講ズル物トス。 | 第一条 二十歳未満ノ者ハ酒類ヲ飲用スコトヲ得ズ 2 未成年者ニ対シテ親権ヲ行フ者若スクハ親権者ニ代リテ之ヲ監督スル者ガ未成年者ノ飲酒ヲ知リタルトキハ之ヲ制止スベシ。 3 営業者ニシテ其ノ業態上酒類を販売又ハ供与スル者ハ二十歳未満ノ者ノ飲用ニ供スルヒトヲ知リテ酒類ヲ販売又ハ供与スルコトヲ得ズ。 4 営業者ニシテ其ノ業態上酒類ヲ販売又ハ供与スル者ハ二十歳未満ノ者ノ飲用ノ防止ニ資スル為年齢ノ確認ソノ他ノ必要ナル措置ヲ講ズル物トス。                                                                                                 |
| 酒に酔つて公衆に迷惑をかける行為の防止等に関する法律 :1961(S36).6.1～ ※抜粋 | 第一条 （目的）この法律は、酒に酔つている者（アルコールの影響により正常な行為ができないおそれのある状態にある者をいう。以下「酩酊者」という。）の行為を規制し、又は救護を要する酩酊者を保護する等の措置を講ずることによつて、過度の飲酒が個人的及び社会的に及ぼす害悪を防止し、もつて公共の福祉に寄与することを目的とする。 | 第一条 （目的）この法律は、酒に酔つている者（アルコールの影響により正常な行為ができないおそれのある状態にある者をいう。以下「酩酊者」という。）の行為を規制し、又は救護を要する酩酊者を保護する等の措置を講ずることによつて、過度の飲酒が個人的及び社会的に及ぼす害悪を防止し、もつて公共の福祉に寄与することを目的とする。 |
| 酒に酔つて公衆に迷惑をかける行為の防止等に関する法律 :1961(S36).6.1～ ※抜粋 | 第二条 （節度ある飲酒）すべて国民は、飲酒を強要する等の悪習を排除し、飲酒についての節度を保つように努めなければならない。 | |
| 酒に酔つて公衆に迷惑をかける行為の防止等に関する法律 :1961(S36).6.1～ ※抜粋 | 第四条 （罰則等）酩酊者が、公共の場所又は乗物において、公衆に迷惑をかけるような著しく粗野又は乱暴な言動をしたときは、拘留又は科料に処する。 2 前項の罪を犯した者に対しては、情状により、その刑を免除し、又は拘留及び科料を併科することができる。 3 第一項の罪を教唆し、又は幇助した者は、正犯に準ずる。 | |
| アルコール専売法 :1937(S12).3.31～2000(H12).4.5 ※要約                       | 酒以外のアルコールの製造を日本国の専業とするための法律であった。 | H12年専売公社の民営化に伴い廃止されアルコール事業法へ引き継がれる。 |
| アルコール事業法 :2000(H12).4.5～ ※要約                                     | 産業用アルコールを政府に納入する仕組みがなくなり、民間業者が国から許可を受けて、自由に製造・輸入・販売・使用を行うようになった。新エネルギー・産業技術開発機構に関してだけは、事業収益に応じて一定の納付金を政府に納める。ある一定の場合において、民間業者にアルコール取引量に応じて納付金する義務が生じる。これが履行されない場合、経済産業大臣は納付金を強制徴収する事ができる。 | 産業用アルコールを政府に納入する仕組みがなくなり、民間業者が国から許可を受けて、自由に製造・輸入・販売・使用を行うようになった。新エネルギー・産業技術開発機構に関してだけは、事業収益に応じて一定の納付金を政府に納める。ある一定の場合において、民間業者にアルコール取引量に応じて納付金する義務が生じる。これが履行されない場合、経済産業大臣は納付金を強制徴収する事ができる。 |
| 道路交通法 :1955(S30).6.25～ ※要約                                          | 第六十五条（酒気帯び運転等の禁止） 何人も、酒気を帯びて車両等を運転してはならない。 | 酒に酔っている運転者→第百十七条の二 該当する者は、三年以下の懲役又は五十万円以下の罰金に処する。 |
| 道路交通法 :1955(S30).6.25～ ※要約                                          | 第六十五条（酒気帯び運転等の禁止） 何人も、酒気を帯びて車両等を運転してはならない。 | アルコールを検出した運転者→第百十七条の四 該当する者は、一年以下の懲役又は三十万円以下の罰金に処する。 |
| 道路交通法 :1955(S30).6.25～ ※要約                                          | 2 何人も、前項の規定に違反して車両等を運転することとなるおそれがある者に対し、酒類を提供し、又は飲酒をすすめてはならない。 | 酒酔い運転・酒気帯び運転の共犯に問われる事がある。 |
| 道路交通法 :1955(S30).6.25～ ※要約                                          | 第七十五条（自動車の使用者の義務等 営業車両（緑ナンバー）の使用者（安全運転管理者等その他自動車の運行を直接管理する地位にある者を含む）は運転者が酒気を帯びて車両等を運転するのを容認してはならない。 | 第百十七条の五 該当する者は、一年以下の懲役又は三十万円以下の罰金に処する。 |
| 刑法 :1907(M40).4.24～ ※抜粋                                                | 第二百四4条（傷害） 人の身体を傷害した者 | 例）酔いつぶすことを目的として飲ませた場合等 10年以下の懲役、30万円以下の罰金、科料 |
| 刑法 :1907(M40).4.24～ ※抜粋                                                | 第二百五条（傷害致死） 身体を傷害し、よって人を死亡させた者 | 例）飲酒を強要し急性アルコール中毒で死亡させた場合等 2年以上の有期懲役 |
| 刑法 :1907(M40).4.24～ ※抜粋                                                | 第二百六条（現場助勢） 前2条（傷害・傷害致死）犯罪が行われるに当たり、現場において勢いを助けた者（自ら人を傷害しなくても） | 例）集団で強要し急性アルコール中毒となった場合等 1年以下の懲役、10万円以下の罰金、科料 |
| 刑法 :1907(M40).4.24～ ※抜粋                                                | 第二百九条（過失傷害） 過失により人を傷害した者 2 前項の罪は、告訴がなければ公訴を提起することができない。 | 例）飲酒を強要し急性アルコール中毒となった場合等 30万円以下の罰金又は科料 |
| 刑法 :1907(M40).4.24～ ※抜粋                                                | 第二百八条の二（危険運転致死傷） アルコール又は薬物の影響により正常な運転が困難な状態で四輪以上の自動車を走行させ、人を負傷あるいは死亡させたもの | 人を負傷させた者は十年以下の懲役に処する。 人を死亡させた者は一年以上の有期懲役に処する。 |
| 刑法 :1907(M40).4.24～ ※抜粋                                                | 第二百十八条（保護責任者遺棄等） 老年者、幼年者、身体障害者又は病者を保護する責任のある者がこれらの者を遺棄し、又はその生存に必要な保護をしなかったとき | 例）泥酔者を放置した場合等 3月以上5年以下の懲役 |
| 刑法 :1907(M40).4.24～ ※抜粋                                                | 第二百十九条（遺棄等致死傷） 前2条（保護責任者遺棄等ほか）の罪を犯し、よって人を死傷させた者 | 例）泥酔者を放置して死亡させた場合等 保護責任者遺棄等の罪と傷害の罪と比較して、重い刑により処断する。 |
| 刑法 :1907(M40).4.24～ ※抜粋                                                | 第二百二十三条（強要） 生命、身体、自由、名誉若しくは財産に対し害を加える旨を告知して脅迫し、又は暴行を用いて、人に義務のないことを行わせ、又は権利の行使を妨害した者 2 《略》 3 前2項の罪の未遂は、罰する。 | 例）威嚇して飲酒を強要した場合 3年以下の懲役 |
| 種類                                                                        | 品目 | 定義 |
| しようちゆう                                                                | しようちゆう甲類 | 蒸留の方法が連続式蒸留機によるしようちゆう |
| しようちゆう                                                                | しようちゆう乙類 | しようちゆう甲類以外のしようちゆう |
| 果実酒類                                                                    | 果実酒 | 前条第八号イからニまでに掲げる果実酒類（同号ロからニまでに掲げる酒類については、アルコール分が十五度以上のものその他政令で定めるものを除く。） |
| 果実酒類                                                                    | 甘味果実酒 | 果実酒以外の果実酒類 |
| ウイスキー類                                                                | ウイスキー | 前条第九号イからハまでに掲げるウイスキー類 |
| ウイスキー類                                                                | ブランデー | ウイスキー以外のウイスキー類 |
| スピリッツ類                                                                | スピリッツ | 原料用アルコール以外のスピリッツ類 |
| スピリッツ類                                                                | 原料用アルコール | 前条第五号の規定（アルコール分に関する規定を除く。）に該当する酒類（水以外の物品を加えたものを除く。）でアルコール分が四十五度をこえるスピリッツ類 |
| 雑酒                                                                        | 発泡酒 | 麦芽又は麦を原料の一部とした酒類で発泡性を有する雑酒 |
| 雑酒                                                                        | 粉末酒 | 溶解してアルコール分一度以上の飲料とすることができる粉末状のもの |
| 雑酒                                                                        | その他の雑酒 | 発泡酒及び粉末酒以外の雑酒 |